# Simply Red
A Simply Red brit popegyüttes Manchesterből. Az együttest 1985-ben alapította az "egyszerűen: vörös" énekes-dalszerző, Mick Hucknall, aki a zenekar 2010-es felbomlását követően az egyetlen eredeti tag maradt. Egyik legnagyobb sikert hozó albumuk az 1985-ben megjelent Picture Book, amely szerepel az 1001 lemez, amit hallanod kell, mielőtt meghalsz című könyvben. Az album megjelenése óta tíz daluk került be a TOP10-be az Egyesült Királyság toplistáján. Az együttes 2015-ben alakult újra, fennállásuk óta több mint 50 millió nagylemezt adtak el. Öt albumuk jutott a listák első helyére, és az 1991-es Stars című albumuk minden idők legkelendőbb albuma lett az Egyesült Királyság zenei történelmében.

## Diszkográfia
- Picture Book (1985)
- Men and Women (1987)
- A New Flame (1989)
- Stars (1991)
- Life (1995)
- Blue (1998)
- Love and the Russian Winter (1999)
- Home (2003)
- Simplified (2005)
- Stay (2007)
- Big Love (2015)
- Blue Eyed Soul (2019)
- Time (2023)

## Fordítás
- Ez a szócikk részben vagy egészben  a   Simply Red című angol Wikipédia-szócikk fordításán alapul.  Az eredeti cikk szerkesztőit annak laptörténete sorolja fel. Ez a jelzés csupán a megfogalmazás eredetét és a szerzői jogokat jelzi, nem szolgál a cikkben szereplő információk forrásmegjelöléseként.